# Vsevolod Fyodorovich Rudnev
Vsevolod Fyodorovich Rudnev (tiếng Nga: Все́волод Фёдорович Ру́днев 31 tháng 8, 1855 - 20 tháng 7, 1913) là một sĩ quan của Hải quân Đế quốc Nga, ông được biết đến nhiều nhất với vai trò là một anh hùng trong Hải chiến vịnh Chemulpo giai đoạn Chiến tranh Nga-Nhật trong các năm 1904-1905.